# BVP M-80
BVP M-80 – bojowy wóz piechoty produkcji jugosłowiańskiej. Obecnie produkowana wersja BVP М-80А służy w armii Serbii i Chorwacji.

## Wersja M-80A1
Pierwsze wzmianki o modyfikowanym pojeździe mającym zastąpić wszystkie 562 przestarzałe M-80 posiadane przez serbską armię dotarły do opinii publicznej w roku 2004. O projekcie nie było dużo wiadomo aż do zakończenia prac. 
W porównaniu do oryginału zmieniono: pancerz na wytrzymalszy, wstawiono nową armatę 30 mm, system kierowania ogniem (SKO), gąsienice.
Serbowie wyprodukowali wersje na eksport i liczne warianty tego transportera.
35 M-80A zostało w czerwcu 2022 roku podarowane przez Słowenię Ukrainie podczas rosyjskiej inwazji (wg innych informacji 32).